# Teenage Life
"Teenage Life" var Storbritanniens bidrag till Eurovision Song Contest 2006, och sjöngs av Daz Sampson på engelska.
Den 4 mars 2006, hade Daz Sampson vunnit BBC:s Making Your Mind Up där "Teenage Life", skriven och producerad med John Matthews (även känd som Ricardo Autobahn) från Cuban Boys, som låg bakom Hampster Dance-hitlåten "Cognoscenti Vs. Intelligentsia" 1999. Den gick in på den brittiska singellistan den 14 maj 2006, och nådde sedan 10:e-platsen, med åttondeplats som topplacering.
Den representerade Storbritannien i Eurovision Song Contest den 20 maj i Aten, men bara 10 av 39 länder röstade på den, och den slutplaceringen blev 25 poäng, och en 19:e-plats.

### Fotnoter
1. ↑  ”Dance track wins Eurovision vote”. BBC News. 4 mars 2006. http://news.bbc.co.uk/1/hi/entertainment/4774670.stm. Läst 18 maj 2006.